# Heilandskirche (Jáchymov)

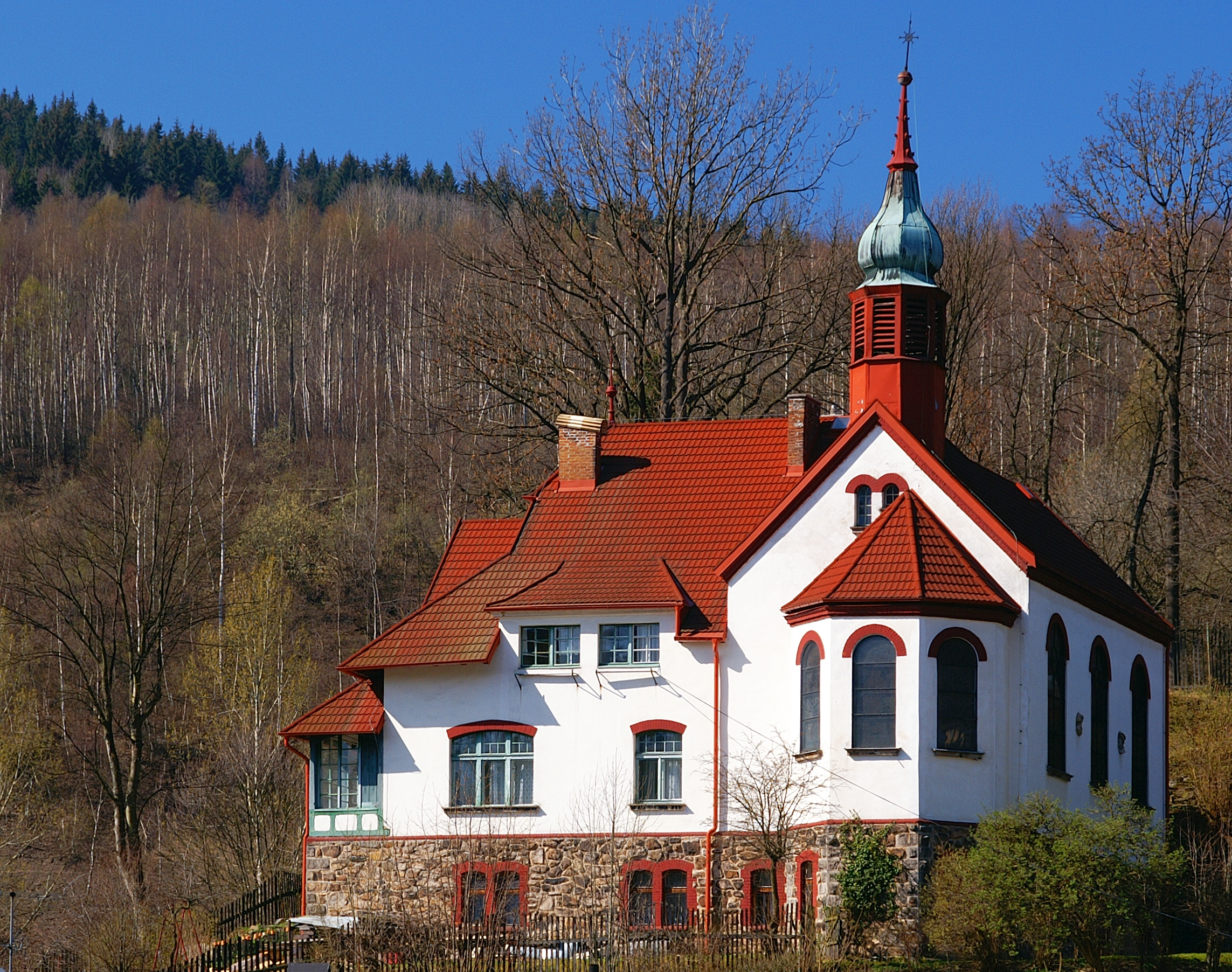
Salvatorkirche Joachimsthal

Die Heilandskirche ist ein Kirchengebäude in Jáchymov (deutsch Sankt Joachimsthal) in der Karlsbader Region in Nordböhmen in Tschechien. Bis 1918 gehörte sie der Evangelischen Superintendentur A. B. Westböhmen, danach der Deutschen Evangelischen Kirche in Böhmen, Mähren und Schlesien an. Nach 1945 kam die Gemeinde zur Evangelischen Kirche der Böhmischen Brüder.

## Geschichte
Die Erschließung der Silbervorkommen in Joachimsthal durch sächsische Bergleute hatte ab 1516 eine bedeutende Siedlung entstehen lassen, in der die Grundherren des Ortes, die Grafen Schlick, seit 1523 die Reformation einführten.  Die Pfarrkirche des Ortes, die Kirche St. Joachim und St. Anna, wurde in den Jahren von 1534 bis 1540 als erste lutherische Kirche in Böhmen errichtet. Nach dem Schmalkaldischen Krieg 1546–1547, in dem Joachimsthal zeitweilig von sächsischen Truppen besetzt war, kam das evangelische Leben in der Gegenreformation zum Erliegen.
Erst mit der wirtschaftlichen Wiederbelebung des Ortes entstand um 1900 in Joachimsthal im Zuge der vom Deutschen Reich geförderten Los-von-Rom-Bewegung, die die Errichtung evangelischer Kirchenbauten in mehrheitlich katholischen Gebieten zum Ziel hatte, diesmal als eine Predigtstelle von Karlsbad, eine eigene evangelische Kirchengemeinde, die 1904 ihren eigenen Kirchenbau mit angeschlossenem Gemeindehaus erhielt. Mit seiner Planung wurde der Leipziger Architekt Paul Lange beauftragt.

## Architektur
Die Joachimsthaler Heilandskirche bildet ein malerisch auf einer Terrasse über dem Tal gelegenes Bauensemble aus Kirche und Gemeindehaus. Zur originalen Ausstattung der Kirche gehören die Farbfenster des Chores, die Christus zwischen Martin Luther und Johannes Matthesius, dem ersten evangelischen Prediger von Joachimsthal, zeigen.